# عقبة بن وهب
عقبة بن وهب بن عبدالله الغطفاني هو الصحابي عقبة بن وهب بن كلدة من بني عبد الله بن غطفان أحد صحابة النبي محمد صلى الله عليه وسلم واحد السبعين الذين بايعوالنبي محمد ليلة العقبة شهد العقبتين وغزوة بدر و غزوة أحد.

## نسبة
هو عُقْبة بن وهب بن كَلَدَةَ بن الجَعْد بن هلال بن الحارث بن عمرو بن عديّ بن جُشَم بن عوف بن بُهْثة بن عبدالله بن غطفان بن قيس عيلان بن مُضَر بن نزار بن معد بن عدنان.

## لمحة في سيرته
كان عقبة بن وهب الغطفاني رضي الله عنة من أوائل الذين أسلمو في عهد النبي محمد وكان يلقب. «المهاجري  الأنصاري».
وكان عقبة بن وهب العبدلي الغطفاني حليف لبني سالم من الخزرج.
قال ابن إِسحاق: كان من أَول من أَسلم من الأَنصار ولَحِق برسول الله صَلَّى الله عليه وسلم، فلم يزل بمكة حتى هاجر رسول الله صَلَّى الله عليه وسلم وهاجر معه إِلى المدينة، وكان يقال له: مُهَاجِرِيٌّ أَنصاري، وشهد معه بدرًا وأُحدًا.
- وقيل إن عقبة بن وهب هذا هو الذي نزع الحلقتين من وجنتي النبي محمد علية السلام يوم أحد، ويقال: بل نزعهما أبو عبيدة بن الجراح. قال الواقدي: إنهما جميعاً عالجاهما وأخرجاهما من وجنتي النبي النبي محمد. أخرجه أبو عمر وأبو موسى، ولم يخرجه ابن منده وأبو نعيم، ولعلهما ظناه الذي قبله، وهو غيره، والفرق بينهما ظاهر من عدة وجوه، منها: أن هذا غطفاني، والأول أسدي. وقول أبي موسى في نسبه: غطفان بن قيس بن عيلان فقد سقط منه، فإنه غطفان بن سعد بن قيس بن عيلان، والله أعلم. ((شهد العَقَبَتين جميعًا في روايتهم جميعًا))